# Kąkolewo (stacja kolejowa)
Kąkolewo – stacja kolejowa położona we wsi Kąkolewo w województwie wielkopolskim, w powiecie leszczyńskim, w gminie Osieczna.

## Ruch pasażerski[1]
| Rok  | Wymiana pasażerska na dobę |
| ---- | -------------------------- |
| 2017 | 20-49                      |
| 2018 | 20-49                      |
| 2019 | 20-49                      |
| 2020 | 20-49                      |
| 2021 | 20-49                      |
| 2022 | 50-99                      |
| 2023 | 50-99                      |

## Krótki opis
Aktualnie budynek stacji nie spełnia swojego przeznaczenia. Część dolna wraz z poczekalnią oraz kasami jest zamknięta i częściowo zdewastowana. Górna część przeznaczona na mieszkania.

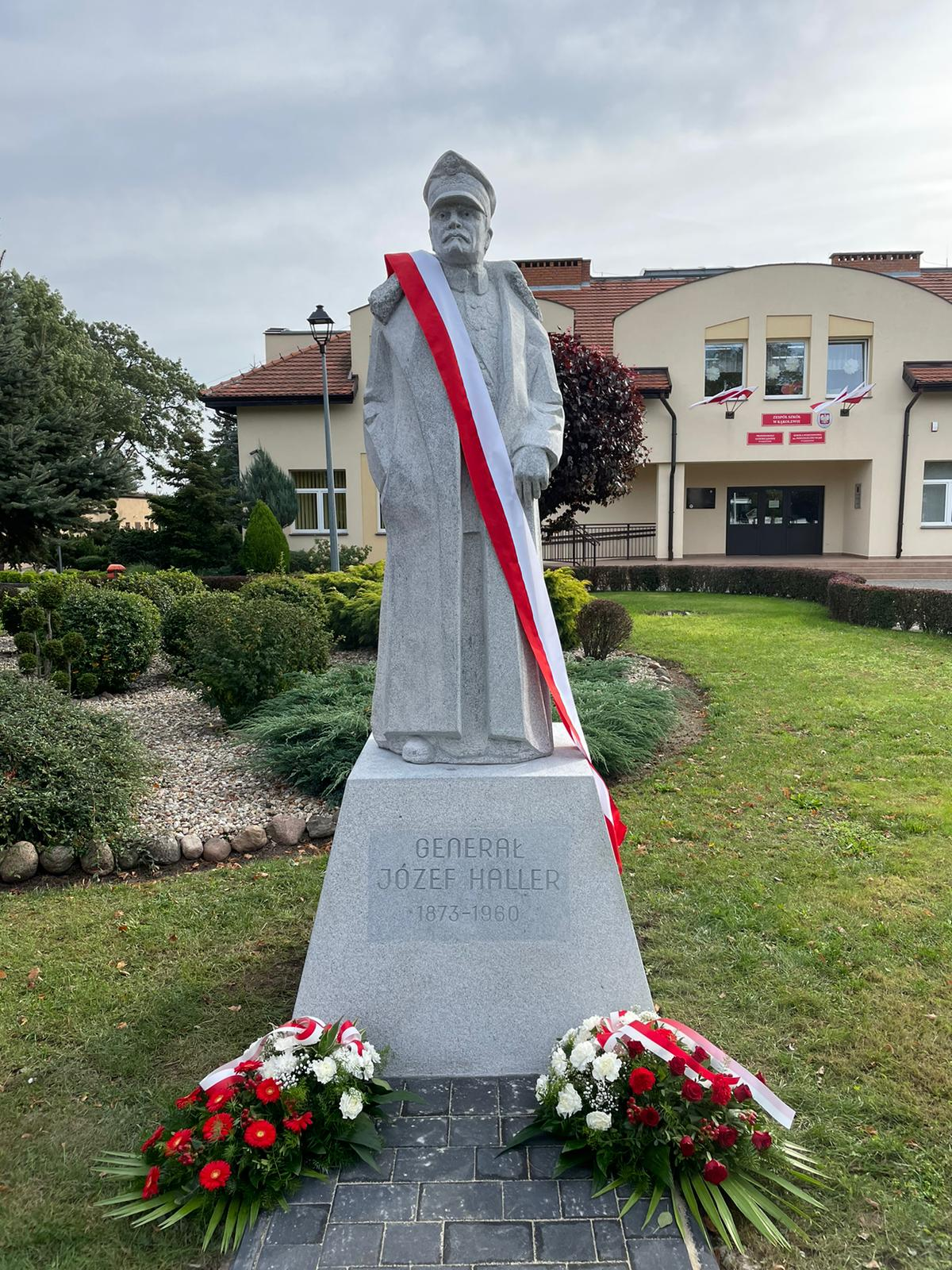
Pomnik gen. Hallera w Kąkolewie

W grudniu 2011 roku na odcinku z Jarocina do Kąkolewa został zawieszony ruch pasażerski.

## Historia
W nocy z 17 na 18 kwietnia 1919 roku była to pierwsza stacja na terytorium Polski, przez którą przejechała Armia Polska z Francji. Nad ranem 20 kwietnia zatrzymał się na niej pociąg z gen. Józefem Hallerem i Błękitną Armią. Wydarzenie to upamiętnia pomnik gen. Józefa Hallera, który został odsłonięty 11 października 2023 za pośrednictwem Fundacji „Pomoc Polakom na Wschodzie” im. Jana Olszewskiego oraz wsparciu finansowym KPRM. Od kwietnia do czerwca 1919 roku przez stację przejechały 383 pociągi z ok. 70 tysiącami żołnierzy i sprzętem wojskowym.